# Filmfestival von Gramado

Logo des Festivals

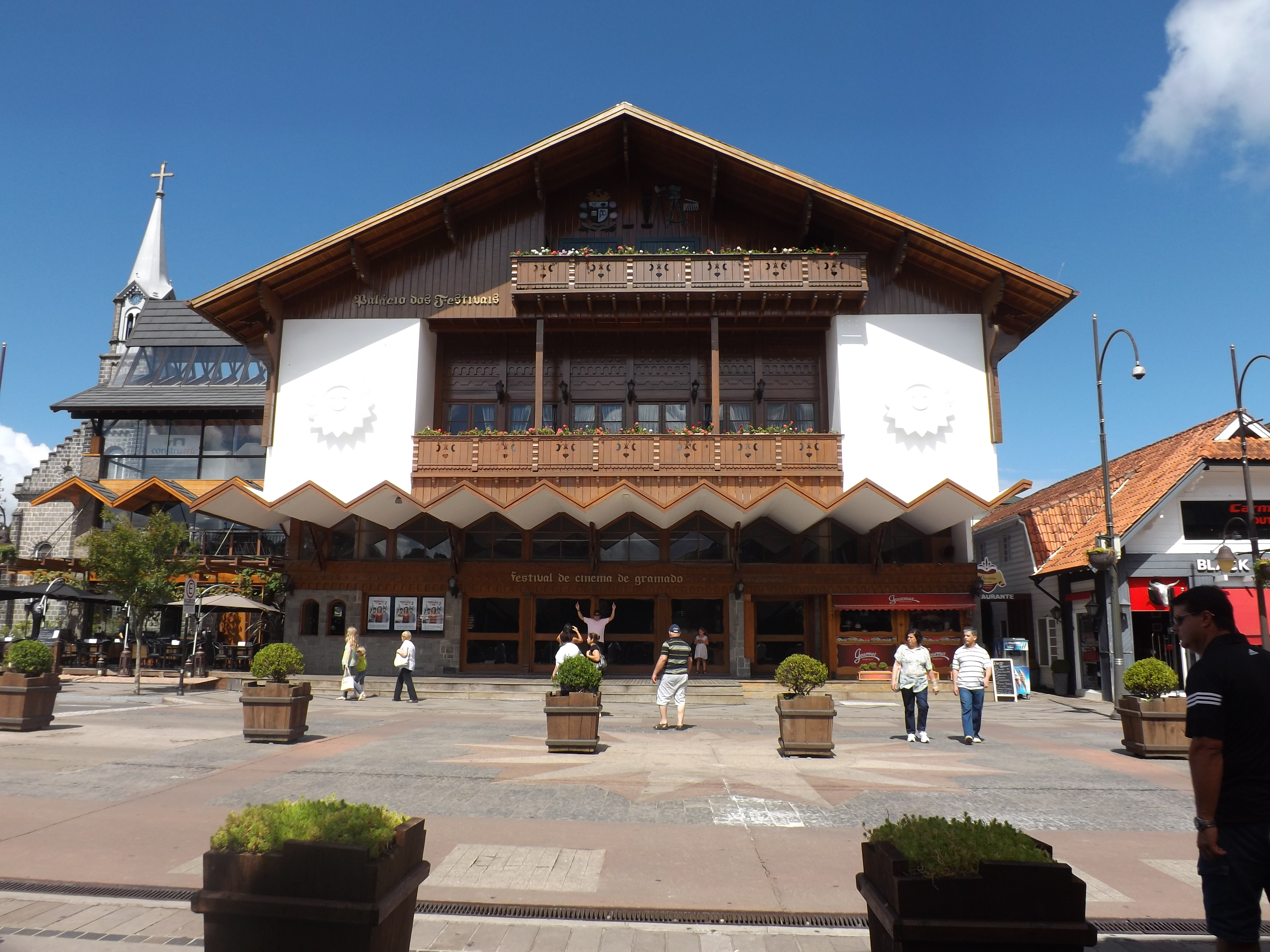
Palácio dos Festivais

Das Filmfestival von Gramado (portugiesisch: Festival de Cinema de Gramado oder Festival de Gramado) ist ein Filmfestival, das seit 1973 jedes Jahr in der südbrasilianischen Stadt Gramado stattfindet. Die Idee, ein Filmfestival zu organisieren, entstand 1969 nach einer Filmschau während des „Festa das Hortênsias“ (Hortensienfest). Wegen der Schwierigkeiten, in denen sich die brasilianische Filmindustrie zu der Zeit befand, werden seit 1992 neben brasilianischen Produktionen auch andere lateinamerikanische Filme zugelassen.
Hauptveranstaltungsort des Festivals ist der Palácio dos Festivais in Gramado.